# Срећни људи
Срећни људи је српска телевизијска серија, снимана у продукцији Радио-телевизије Србије. Сценарио су написали Синиша Павић и Љиљана Павић, а режирали су Александар Ђорђевић и Слободан Шуљагић. Серија има 70 епизода, као и новогодишњи специјал, у трајању од 45 минута. Серија је снимана и емитована у периоду од 1993. до 1996. године (Срећни људи и Срећни људи 2), касније више пута репризирана. Ова серија је прва серија у продукцији РТС-а након распада СФР Југославије.

## Опис
Главни јунаци у серији су чланови породице Голубовић (отац, мајка, њихов син, синовљева жена и њихово двоје деце). У време санкција и тешког живота, ова породица суочава се са проблемима у свакодневном животу. Свако је принуђен да се снађе на свој начин.
Серију прати замена глумица које играју две главне женске улоге. Наиме, Тања Бошковић и Дубравка Мијатовић напустиле су серију након 25 епизода, највероватније због малог хонорара. Замениле су их Злата Нуманагић и Југослава Драшковић. Упркос овоме, серија је задржала првобитну популарност и успешно је завршено снимање свих 70 епизода.

## Епизоде
| Сезона | Сезона | Епизоде | Епизоде | Оригинално емитовање | Оригинално емитовање |
| Сезона | Сезона | Епизоде | Епизоде | Премијера            | Финале               |
| ------ | ------ | ------- | ------- | -------------------- | -------------------- |
|        | 1.     | 35      | 35      | 12. септембар 1993.  | 12. јун 1994.        |
|        | 2.     | 35      | 35      | 5. новембар 1995.    | 30. јун 1996.        |

## Улоге

### Главни
- Десимир Станојевић као Вукашин Голубовић
- Тања Бошковић / Злата Нуманагић као Лола Голубовић (супруга Вукашина Голубовића)
- Велимир Бата Живојиновић као Аранђел Голубовић (отац Вукашина Голубовића)
- Радмила Савићевић као Ристана Голубовић (мајка Вукашина Голубовића и жена Аранђела Голубовића)
- Живојин Миленковић као Тиосав Марјановић Гарац (отац Лоле Голубовић)
- Дубравка Мијатовић / Југослава Драшковић као Ђурђина Ђина Голубовић (ћерка Лоле и Вукашина Голубовић)
- Светислав Гонцић као Часлав Марјановић Чарли (брат Лоле Голубовић)
- Јанко Миливојевић као Небојша Неца Голубовић (син Лоле и Вукашина Голубовић)

### Епизодни
| Глумац                     | Улога |
| -------------------------- | --- |
| Никола Симић               | Михајло Остојић „Остоја Годзила“ (луди комшија и власник пола куће које дели са Голубовићима, електричар у пензији)                                           |
| Данило Лазовић             | Шћепан Шћекић (заводник, бивши супруг Наталије, Лолине колегинице, и жири на избору за мис Југославије)                                                       |
| Властимир Ђуза Стојиљковић | Маринко Биџић/Конте Марио Марко дел Тинторето (лажни италијански мафијаш, бивши пријатељ Малине Војводић, заводник Антоније Милорадовић и пасионирани коцкар) |
| Светлана Бојковић          | Антонија Милорадовић (главна сестра у болници) |
| Љиљана Драгутиновић        | Наталија Шћекић (Шћепанова бивша жена, Лолина колегиница) |
| Драган Јовановић           | Милун „Луне“ Шћекић (Шћепанов братанац, умислио да је Ђинин вереник (првих 15 епизода))                                                                       |
| Снежана Савић              | Малина Војводић (Тинторетова пријатељица; Вукашинова штићеница и љубавница)                                                                                   |
| Катарина Вићентијевић      | Загорка „Заза“ Патрножић (Шћепанова служавка; кућна помоћница)                                                                                                |
| Лепомир Ивковић            | Гаги (Зазин дечко) |
| Зоран Ранкић               | Жарко Попара (Лолин заводник и члан жирија на избору за мис Југославије)                                                                                      |
| Љиљана Мишка Јанковић      | Божидарка Попара (Жаркова жена и парнични судија у процесу Годзила против Аранђела)                                                                           |
| Гордана Бјелица            | Беба (Жаркова секретарица) |
| Михаило Миша Јанкетић      | Директор Палигорић (Лолин управник и потенцијални заводник)                                                                                                   |
| Ева Рас                    | Смиљка Миљковић (Остојићева познаница и станарка "Ранча проклетих", записничар у суду)                                                                        |
| Ружица Сокић               | Велиборка „Веца“ Продановић“ „Марлен Дитрих“ (станарка "Ранча проклетих")                                                                                     |
| Жижа Стојановић            | Станислава „Цана“ Васиљевић „Цана Фонтана“ (станарка "Ранча проклетих")                                                                                       |
| Душан Почек                | Илија „Ика“ Пандуровић (станар "Ранча проклетих") |
| Душан Голумбовски          | Озрен Солдатовић (бизнисмен, мафијаш, пун пара) |
| Љиљана Стјепановић         | Озренка Солдатовић (Озренова жена) |
| Оливера Марковић           | Јованка Солдатовић (Озренова маћеха, долази код Озрена из Чачка)                                                                                              |
| Ивана Михић                | Катарина „Кети“ Бабовић (певачица у кафани "луде ноћи", Чарлијева вереница)                                                                                   |
| Александар Дунић           | др Горан Попац (професор на факултету, Ђинин професор и заводник, зет Антоније Милорадовић)                                                                   |
| Бојана Ковачевић           | Марина Попац (Горанова бивша жена) |
| Андреа Коршич              | Весна Попац (Горанова и Маринина ћерка) |
| Михајло Бата Паскаљевић    | Веселин Величковић Веско (Горанов станодавац и комшија Лолине мајке)                                                                                          |
| Иван Бекјарев              | Бошко Деспотовић (власник агенције "перспектива") |
| Јелисавета Сека Саблић     | Маријана Колаковић (Бошкова секретарица и сарадница) |
| Божидар Стошић             | Срећко Шљивић (Аранђелов шеф на послу) |
| Миленко Павлов             | Радојица Илић (власник кафане "луде ноћи") |
| Александра Николић         | Савка Лопчевић Илић (Радојицина љубоморна и полудела жена) |
| Марко Николић              | Велимир Давидовић „Бата Шејн“ (Наталијин велики пријатељ и интимус)                                                                                           |
| Миленко Заблаћански        | Ђорђе Ђорђевић „Ђорђино“ (сликар,уметник, Ђинин познаник и жири на избору за мис Југославије)                                                                 |
| Милица Милша               | Лара Симоновић (учесница избора за мис Југославије, запослена код Жарка Попаре)                                                                               |
| Миодраг Мики Крстовић      | Александар Симоновић "Ђакон", Ларин муж |
| Љубиша Баровић             | Зијо/Наркоман који се коцка |
| Предраг Милинковић         | Поштар Јован/Батлер Софроније |
| Никола Милић               | Ђура Недељковић „Султан“ (шеф језичког одељења у коме Лола ради)                                                                                              |
| Радмила Живковић           | Ђилда (Лолина колегиница, Рамбова вереница) |
| Јелица Сретеновић          | Љубичица Митровић (Лолина колегиница, мајка браће Митровић)                                                                                                   |
| Петар Краљ                 | Вуксан Митровић (Љубичицин муж, електричар) |
| Слободан Нинковић          | Стојиљко Стојиљковић „Рамбо“ (Радојицин телохранитељ, Ђилдин вереник)                                                                                         |
| Аљоша Вучковић             | Феђа Зечевић (бивши дечко Малине Војводић) |
| Александра Симић           | госпођа Зечевић |
| Драган Мићаловић           | Полицајац / Радојица „Куца“ |
| Јелена Чворовић            | Жаклина из Ваљева |
| Даринка Ђурашковић         | Лолина мајка Добринка Марјановић |
| Стево Жигон                | Доктор Ловчевић |
| Драгомир Станојевић        | Гост у кафани који пребија Рамба/Симоновићев телохранитељ/Инспектор                                                                                           |
| Богдан Кузмановић          | Човек који тражи посао/Полицајац/Роки, Озренов телохранитељ                                                                                                   |
| Горан Даничић              | Роки, Озренов телохранитељ |
| Тома Курузовић             | Веља, директор дирекције за изградњу и пријатељ Грацев |
| Александар Хрњаковић       | Станодавац Ристић/Социјални радник Петрић |
| Наташа Чуљковић            | Соња Вуловић, Ђинина најбоља другарица |
| Владан Гајовић             | Соњин дечко |
| Петар Банићевић            | Професор доктор Вуловић |
| Милан Михаиловић           | Доктор Јовановић |
| Мелита Бихали              | Тереза, служавка код Озрена |
| Радослава Маринковић       | Медицинска сестра код Озрена |
| Ања Поповић                | Прва неуспешна кандидаткиња |
| Ана Радивојевић            | Друга неуспешна кандидаткиња |
| Катица Жели                | Жена из публике |
| Дејан Петковић             | Чедомир, певач у кафани код Радојице Илића |
| Небојша Кундачина          | Рекеташ |
| Предраг Смиљковић          | Павковић, Судија у разводу Шћепана и Наталије |
| Даница Максимовић          | Лолина другарица Вида, Шћепанова бивша жена |
| Татјана Лукјанова          | Госпођа Пишчевић |
| Милија Вуковић             | Доктор Крсмановић |
| Предраг Тасовац            | Попчев шеф катедре |
| Душан Булајић              | Пуковник Добривоје Стокић, прави Симин власник |
| Срна Ланго                 | Дејана Савић, бивша мис |
| Свјетлана Кнежевић         | Анита Ракић, члан жирија за избор мисице |
| Љиљана Ђурић               | Јелена, Нецина и Веснина учитељица |
| Драгомир Чумић             | Директор хотела Славковић |
| Милош Тимотијевић          | Пабло, Озренов други телохранитељ |
| Томислав Трифуновић        | Ђорђе Калуђеровић - курир Ђока |
| Алек Родић                 | Попарин син/Чувар у затвору |
| Ђорђе Цакић                | Прцко, Остојићев син |
| Оливера Викторовић         | Службеница у суду/Малинина служавка |
| Драгољуб Гула Милосављевић | Рашљар |
| Миодраг Милованов          | Професор на Правном факултету |
| Михајло Костић Пљака       | Ветеринар у кафилерији |
| Мира Косовка               | Певачица |
| Веселин Стијовић           | Адвокат Стојиљковић |
| Србољуб Милин              | Миливоје Лукић, инспектор МУП-а/матичар |
| Вера Дедовић               | Редитељка на избору за мис |
| Боривоје Кандић            | Ликовни критичар |
| Петар Лазић                | Власник коцкарнице/Службеник полиције |
| Ратко Милетић              | Возач у ГСП-у |
| Јелена Иванишевић          | Студенткиња |
| Драган Димитријевић        | Гост у кафани/Купац стајског ђубрива |
| Љубомир Ћипранић           | Дача, Вулетов колега |
| Милутин Јевђенијевић       | Мита, портир у Вулетовом предузећу |
| Ђорђе Јовановић            | Председник синдиката |
| Слободан Љубичић           | Вулетов колега |
| Ранко Ковачевић            | Поштар/Шверцер |
| Милутин Мићовић            | Новинар црне хронике |
| Јанош Тот                  | Станодавац |
| Миња Војводић              | Шофер |
| Богољуб Петровић           | Портир у суду |
| Милутин Савић Џими         | Кримос/Обезбеђење |
| Зоран Ђорђевић             | Мајстор/Портир |
| Душан Тадић                | Болничар/Инспектор |
| Бранислав Дамњановић       | Поротник |
| Никола Жарковић            | Старији брат Митровић |
| Павле Бихали               | Млађи брат Митровић |
| Душан Милошевић            | Поштар |
| Слободан Петрановић        | Портир у клубу/Сима Симовић |
| Бојан Милановић            | Певач |
| Драган Тењовић             | Лекар |
| Синиша Максимовић          | |
| Даница Марковић            | Секретарица Срећка Шљивића |
| Небојша Шурлан             | |
| Славољуб Фишековић         | Власник коцкарнице/Таксиста |
| Зоран Карајић              | Попчев колега / Ветеринар Бане |
| Радисав Радојковић         | Директор Чворовић/шеф сале ресторана |
| Ванеса Ојданић             | Чворовићева секретарица |
| Ненад Цигановић            | Душан Алимпијевић |
| Селимир Тошић              | Инспектор |
| Ранко Гучевац              | Гонзалес/Чувар у затвору |
| Милан Милосављевић         | Рецепционер |
| Даница Крљар               | Незадовољна странка |
| Миодраг Радовановић        | Шљивић, Попарин генерални директор |
| Слободан Бетулић           | Певач |
| Стеван Миња                | Озренов кувар |
| Зоран Ћосић                | Полицијски инспектор |
| Никола Јурин               | Декан факултета/Судски извршитељ |
| Љуба Нинковић              | Маестро Петронијевић |
| Цане Фирауновић            | Економ/Судија |
| Мирсад Тука                | Лекар |
| Момчило Мурић              | Палигорићев возач/Инспектор |
| Петар Ћирица               | Студент медицине/Носач |
| Предраг Тодоровић          | Председник дисциплинске комисије/Главни и одговорни уредник                                                                                                   |
| Младен Недељковић          | Шинтер |
| Димитрије Илић             | Конобар Балша / Обезбеђење у ресторану „Кобра” |
| Иван Томашевић             | Психијатар |
| Петар Перишић              | Ђинин станодавац |
| Љиљана Јовановић           | Вулетова Колегиница |
| Владан Савић               | Радник у комисиону |
| Анастасиа Мандић           | Студенткиња Катарина |
| Душко Стевановић           | Младић у ГСП-у / Рецепционер / Шверцер 2 |
| Мирјана Вукојичић          | Вескова муштерија |
| Рас Растодер               | Радник обезбеђења / Конобар у хотелу |
| Милан Плећаш               | |
| Здравко Биоградлија        | Човек у болници |
| Војин Кајганић             | Гост |
| Нађа Булатовић             | Комшиница Лолине мајке |
| Пас Амон                   | Сима |
| Коза Лепа                  | Белка |

## Занимљивости и недоследности
- Током бројних репризирања, прва епизода серије се раније емитовала са старим логом „РТС Б1“ у горњем левом углу, док се тренутни лого РТС-а померао у десни угао (ово је прекинуто са тренутним редизајном визуалног идентитета РТС 1 који је лого трајно преместио у горњи десни угао екрана). Не постоји тачна тврдња зашто је то тако, али су ту две претпоставке: прва: „трака са првом епизодом је изгорела за време НАТО бомбардовања 1999“; и друга: „РТС у исто то време није имао траке па је морао преснимавати постојеће траке“.[тражи се извор] Овај стари лого „РТС Б1“ који је био присутан у првој епизоди током претходних репризирања је уклоњен. Такође, из одјавне шпице избачени су и логотипи спонзора серије, некадашњих предузећа „Југошпед“ и конфекције „Беко“. Генерални спонзор серије била је „Војвођанска банка“, чији лого се налазио пре уводне шпице.
- Постоји неколико верзија приче, која се тиче одласка две главне глумице из серије, Тање Бошковић и Дубравке Мијатовић. Према главном писању медија, обе глумице су напустиле серију због малог хонорара. То је својевремено говорио и аутор серије Синиша Павић. Са друге стране глумица Тања Бошковић изјавила је да је након прве сезоне напустила серију, јер је морала да игра у позоришту.[1] Дубравка Мијатовић је исто тако демантовала причу о хонорару, рекавши да јој улога Ђине више није одговарала, пошто је прочитала сценарио за првих десет епизода, па није знала у ком правцу ће се њен лик развијати.[2]
- Иако су у уводној шпици 25. епизоде као главне улоге наведене Тања Бошковић и  Дубравка Мијатовић, оне се од тада заправо више не појављују у улогама Лоле и Ђине. Лола и Ђина нису биле уопште приказане у поменутој епизоди. Њихови ликови се појављују опет од 26. епизоде када су се серији прикључиле Злата Нуманагић и Југослава Драшковић.
- Према наводима глумице Злате Нуманагић, лик Лоле Голубовић је првобитно био њој намењен, пре него што је Тања Бошковић изабрана за главну улогу. Такође, навела је да је добила Тањину подршку да је замени у улози Лоле. Злата је замолила сценаристе да тај лик измене и више приближе породичној жени, јер је сматрала да није довољно фатална за ту улогу као своја претходница.[3][4] Остаје нејасно зашто  Злата није од почетка серије играла улогу која је била за њу писана.
- Вукашин Голубовић у првој епизоди говори да је био код стрица на селу. Тај лик стрица се у серији касније више не помиње.
- Љубичица Митровић када улази у језичко одељење у 4. епизоди говори да мора да се пресвуче у канцеларији како не би ишла кроз ходник до тоалета. У каснијим епизодама је приказано да се тоалет налази уз њихову канцеларију.
- У првим епизодама Деспотовић и Рамбо ословљавају секретарицу агенције „Перспектива“ са „Мацо“, да би се временом њено име променило у Маријана.
- Наталија је у серији променила четири девојачка презимена. У 5. епизоди шеф Ђура Султан ју је ослови као Наталија Савковић. У 32. епизоди, у кафани, Бата Шејн је представи Шћепану Шћекићу (не знајући да јој је он супруг) као Наталију Милић. На рочишту за развод брака Наталија изговара да није више Шћекић, него да је Продановић у 60. епизоди. А приликом изрицања пресуде за развод брака, у 67. епизоди, судија чита да је Наталија рођена Миловановић.
- Опет у 67. епизоди Озрен на ручку са Тинторетом (Маринком Биџићем) изговара да му се маћеха зове Јелисавета, а до тада је била Јованка.
- Богдан Кузмановић је одиграо три улоге. Прву у 10. епизоди где тражи посао у коцкарници у којој је и Аранђел тражио посао. У 18. и 19. епизоди играо је полицајца који је спроводио Аранђела до куће за Нецин рођендан, да би недуго потом постао Роки- главни телохранитељ Озрена Солдатовића.
- Алек Родић одиграо је три лика. У 3. епизоди се појавио на сликарској изложби Ђорђа Ђорђевића затим у 22. епизоди појавио се као син Жарка Попаре, када су се његов отац и мајка, Божидарка, препирали око хране. Потом се појавио као чувар у затвору у коме је лежао Аранђел и имао је чудан нагласак.
- Југослава Драшковић се, пре него што је заменила Дубравку Мијатовић у улози Ђурђине Голубовић, појавила у 20. епизоди код Чарлија Марјановића, где ју је хипнотисану додиривао Радојица Илић (Миленко Павлов).
- Када Маријана одлази у посету Деспотовићу у болницу у 32. епизоди и жали се свом шефу на „неког дебелог“, Деспотовић јој одговара: „Па то је Главац“. Тај надимак се понавља у још неколико епизода да би се касније претворио у „Гарац“.
- У истој епизоди Антонија ословљава Илију презименом Петровић, а он се касније појављује под презименом Пандуровић.
- Чарли свог оца назива Миливоје у 23. епизоди када је говорио у диктафон своје личне податке за Озрена Солдатовића, а он се зове Тиосав.
- Предраг Милинковић се у 10. епизоди појављује као поштар Јован који доноси пензију Шћепану Шћекићу, док од 24. епизоде игра Солдатовићевог батлера Софронија.
- Драган Мићаловић игра 3 улоге у серији. Прво се појављује као полицајац у 17. епизоди (у парку), затим као записничар у 18. епизоди, када Аранђела приводе због маркице и трећи пут као Куца, љубавник Цане Фонтане.
- Стан у коме првобитно живе Голубовићи кориштен је и у серији Породично благо.
- Љубиша Баровић се појављује као Зијо, Озренова десна рука у рекетирању мале привреде у Београду и у 45. епизоди као наркоман који Аранђелу подмеће у џеп кесицу кокаина.
- Адреса Шћепана Шћекића у једној епизоди је "Жабљачка 29", док у епизоди када Лунета испраћа на полагање испита, такси наручује за "Жабљачку 17". Када Зазу, Шћепанову кућну помоћницу, зове дечко (кога она преставља као брата), она му говори Јастребачку 12, а у некој од наредних епизода, Шћепан каже полицији да живи у "Ловћенској 12".
- Шћепан Шћекић у једној од првих епизода, када зове агенцију Перспектива, тражи шефа агенције Деспота Деспотовића, да би касније име шефа постало Бошко Деспотовић.
- У трећој епизоди, Аранђелов и Ристанин комшија Остојић обраћа се Риски без персирања, да би касније почео да јој персира.
- Кућа из популарне серије припадала је породици Петровић и налазила се на Лекином брду у Миклошићевој улици 35. Култна кућа сазидана је 1923, а 2017. је срушена.[5]
- Сима је у стварности био пас Десимира Станојевића и звао се Амон. Постоји прича да је Амон био слеп током снимања серије. Ту причу је Десимир демантовао, рекавши да је Амон само био слабовид, због катаракте. Амон је живео 14 година.[6]
- Стан у коме живи госпођа Пишчевић из „Тополске 18"  у ствари  јесте стан у коме живи Остојић, што се јасно може видети по распореду врата и прозора у стану као и тапета.
- Драган Јовановић, који је тумачио улогу Лунета Шћекића је серију напустио тако што је у договору са сценаристом одлучио да се његов лик повуче из серије тако што ће отићи у завичај да се запосли. Разлог Јовановићевог одбијања улоге је био мали хонорар.
- Чувени "Ранч проклетих" налази се у близини Партизановог стадиона, да иронија буде већа, у близини нема солитера. Сетићете се да су се станари "Ранча" стално жалили да им из новоизграђених солитера бацају смеће у двориште.[7]
- Главна сестра Антонија (Светлана Бојковић) у епизоди 28, када оде код директора болнице др. Вуловића (Петар Банићевић), преноси му дешавања из болничке собе, када је Бошко Деспотовић (Иван Бекјарев) конзумирао алкохол из Ђилдине (Радмила Живковић) пљоске, речима "па ви не знате за пијанку у соби 13?". Међутим, болесници су смештени у соби бр. 110, што се јасно види на вратима поменуте собе у неколико претходних и наредних кадрова.
- Лик доктора Вуловића (Петар Банићевић) се појављује и у серији "Горе доле" која се појавила одмах после Срећних људи.
- Миленко Павлов у серији глуми власника ресторана Радојицу Илића. То име се помиње током целе серије, осим у 58. епизоди када се Малина Војводић (Снежана Савић) око пријаве радника обрати на шалтеру за помоћ Лоли Голубовић (Злата Нуманагић), која га, читајући са листе пријављених радника, ословљава са "Илић Радисав".
- Када Чарли (Светислав Гонцић), у 29. епизоди, на ручку код Озрена, погађа свима присутнима хороскопе, Лари Симоновић (Милица Милша) каже да је девица, док у последњој, 70. епизоди, на рулету, она му говори да је шкорпија.
- Шћепанову бившу жену Виду, другу по реду, у серији игра Даница Максимовић, што се види у 24. епизоди, када је Шћепан зове телефоном да му објасни како се пушта машина за веш. Касније, у 41. епизоди, Заза (Катарина Вићентијевић) долази на њену препоруку код Шћепана да ради као кућна помоћница. Када Шћепан преслуша поруку од Виде на секретарици, јасно се чује да то није њен (Данице Максимовић) глас, већ неке друге жене.
- Улога Боде Нинковића (шпијун-телохранитељ Рамбо) појављује се први пут у филму Тесна кожа 4.
- У другој епизоди, када Љубичица Митровић (Јелица Сретеновић) објашњава зашто је закаснила на посао и сломила штиклу, говори како је кренула на време, међутим запалио јој се аспиратор, што је објаснила тако што је погледала горе ка прозору. Међутим, у некој од наредних епизода, када се приказује кућа у којој живе Љубичица и Вуксан Митровић (Петар Краљ), јасно се види да је кућа приземна.
- У трећој епизоди, када Вукашин Голубовић дође код својих родитеља, Аранђел (Велимир Бата Живојиновић) се жали на свог комшију Остојића (Никола Симић), говорећи како је неистрошен, јер није имао ни жену ни децу. Међутим, у наредним епизодама Остојић почиње да прима писма из Аустралије од сина Прцка (Ђорђе Цакић), који се и појављује у последњој епизоди, што доказује да је ипак имао деце, тј. сина.
- У 8. епизоди, док је поправљао замрзивач, Аранђела (Велимир Бата Живојиновић) је ударила струја. У том моменту, у кући су били само Риска, Неца и Остојић, У следећој, деветој епизоди, када Вукашин телефонира кући из кафане, јавља се Аранђел, и Вукашин га пита како је и да ли је долазио лекар. Обзиром да Вуле није тада био кући, није ни могао да зна да је његовог оца ударила струја.
- У 18. епизоди, када је Рамбо (Бода Нинковић), током разговора за посао обезбеђења са газдом Илићем (Миленко Павлов), показивао своје лично оружје, Илићева супруга Савка је ушла у салу, питавши мужа "Јеси ли ти отварао сеф?", што показује да зна где се сеф налази. Међутим, у двадесетдругој епизоди, док је Озрен Солдатовић (Душан Голумбовски) наплаћивао свој дуг од Илића у Кетиној гардероби, упознавши Илићеву супругу, упитао ју је "Где је сеф?", на шта је она одговорила да не зна и посумњала да га је Илић узидао баш у тој просторији.
- У 49. епизоди, када Попара (Зоран Ранкић) у својој канцеларији гледа каталог за Избор за Мис '95. године, улази Лара Симоновић (Милица Милша) са шољицом попијене кафе и говори како јој је „Банковићка“ гледала у шољу. Међутим, у 57. епизоди, када је Попара због тога покренуо дисциплински поступак против ње, она га је већ чекала у канцеларији, где ју је ословио са „Госпођо Секерезовић“, која је и њему, након тога, гледала у шољу.
- У 38. епизоди, када се Наталија (Љиљана Драгутиновић) пакује да напусти хотел Лукс, Бата Шејн Давидовић (Марко Николић) јој помаже да затвори кофер, и при том му она говори шифру „7992“. Када се појавио Шћепан, објаснио је Давидовићу да „То није обична шифра, већ датум када му је рекла судбоносно ДА“. Међутим, у 67. епизоди, приликом читања пресуде за развод њиховог брака, судија (Предраг Смиљковић) изговара „Брак закључен дана 22. 07. 1989. у Београду, разводи се...“, што је потпуно други датум.
- У 20. епизоди, када Озренова супруга, Озренка (Љиљана Стјепановић) и Вукашин Голубовић (Десимир Станојевић) заједно ручају у ресторану, она му даје минђушу као аконтацију, и при том му говори да вреди 500 долара. Међутим, у 61. епизоди, када се у агенцији Перспектива појави са телохранитељем да узме назад своју минђушу, око ње су се расправљале секретарица Маријана (Јелисавета Сека Саблић) и Илићева супруга Савка, и када је Бошко Деспотовић (Иван Бекјарев) прокоментарисао како се три жене окомиле на једну минђушу, Озренка је рекла како она вреди 2800 долара.
- У 58. епизоди, када ранчери оду у Дирекцију за изградњу, код начелника Веље (Тома Курузовић), заједно са Гарцем (Жика Миленковић), Илија Пандуровић (Душан Почек) када сазна да постоји могућност да их након рушења Ранча проклетих преселе на неку другу локацију, изнервиран говори Вељи "Ја живим у центру 67 година, ја сам се родио у овој кући". Касније, у 64. епизоди, када се у његов стан усели Жаклина (Јелена Чворовић), у једној од сцена долазе новинари, где им он, између осталог, говори "Ево, ово је мој стан, 45 година ја станујем и сад не могу да уђем у њега", што је потпуно други број година.
- Давидовић (Марко Николић) се у 50. епизоди серије рецепционеру (Милан Милосављевић) обраћа реченицом Шта је, Пајо?!,[8] док га у 68. епизоди дозива именом Мићо.[9]
- У 53. епизоди, када Заза (Катарина Вићентијевић) дође Шћепану Шћекићу (Данило Лазовић) у посету, док је лежао у болници, говори му „Господине, Шћекићу! Ја код себе држим Ваших 28.000 швајцарских франака...“. Та цифра се помиње још у неколико епизода, да би у 65. епизоди, када њих двоје, током ноћи, траже кофер са новцем по целој кући, он њој говори Четрдест' 'иљада (40.000) швајцарских франака... Затурила, не зна ђе...“, што је потпуно друга цифра.
- Последња 70. епизода траје 80 минута, за разлику од осталих епизода које трају 45 минута.
- Из серије је избачена љубавна сцена између Маријане Колаковић (Јелисавета Сека Саблић) и Бошка Деспотовића (Иван Бекјарев) због тога што је, према Бекјареву, снимак био „технички неисправан јер се камерман тресао од смеха док је снимао Секу и [њега] у љубавном заносу!“.[10]
- У 43. епизоди се на захвалницама које Остојић показује Сими Симовићу, јасно види име Милутин Остојић, док се у другим епизодама он именује као Михајло Остојић.
- На крају одјавне шпице као година производње првих 25 епизода  наводи се 1993. Изузетак је 23. епизода, где је написано да је произведена 1994. године. Нелогично је да су наредне (24.и 25.) произведене и емитоване раније у односу на претходну епизоду. Од 26.епизоде година производње је поново 1994. након чега није било оваквих нелогичности. Серија је снимана и емитована од 1993. до 1996. године.
- Серија је, осим у Србији, емитована и у Босни и Херцеговини, Македонији и Хрватској.
- Предраг Милинковић након своје улоге поштара игра батлера код Озрена (Душан Голумбовски) који га у првим кадровима назива Ристо, након тога до краја Софроније
- Цане Фирауновић у прве две епизоде игра Вукашиновог колегу у предузећу одакле је отпуштен, а касније игра судију који Вукашину говори колико треба да плати казну за штету у хотелу.
- Један од поштара из ранча проклетих у последњој епизоди игра чувара јакни у ресторану Кобра
- Међу првим епизодама када се доктор Попац разводи судија каже да се Симка такође разводи и да има двоје деце. Касније на Ранчу се види да она живи сама без породице.
- др Горан Попац , у својству асистента , редовно учествује у испитивању студената што је у реалном животу незаконито јер асистенти не могу учествовати у испитивању студената већ то чине искључиво лица у звању наставника универзитета, што поменути није.
- У неком од првих појављивања Тиосав Марјановића, он себе ословљава са „Главац”, да би се касније ословио са „Гарац”.

## Награде
Награде за најбољи Глумачки пар године по избору читалаца ТВ Новости су добили:
- Радмила Савићевић за улогу Ристане Риске Голубовић и Велимир Бата Живојиновић за улогу Аранђела Голубовића на Филмским сусретима у Нишу 1994. године.[11]
- Снежана Савић за улогу Малине Војводић и Десимир Станојевић за улогу Вукашина Голубовића на Филмским сусретима у Нишу 1996. године.[11]